# クレア (曲)
「クレア」（Clair）は、ギルバート・オサリバンの楽曲。

## 概要
オサリバンが書きゴードン・ミルズがプロデュースをし、それは1972年11月に2週の間イギリスのナンバーワンシングルであり、アメリカのBillboard Hot 100で最高2位であった 。それはまた「アローン・アゲイン」後、オサリバンのアメリカのイージー・リスニング・シングルチャートでの2位と最後のナンバーワンヒットであった。
この曲はあるおじさんと彼の若い姪の親愛の曲である。実在のクレアはオサリバンのプロデューサー・マネージャーであるゴードン・ミルズの幼い娘で、その小さな少女のケラケラと笑う声が曲の最後に聴こえる。
アルバム『バック・トゥ・フロント』 （1972年）に収録され、1997年の映画『Air Bud』で使用された。

## タイアップ
- トヨタ自動車「ビスタ」CMソング

## カバー
- イタリア語バージョンが1973年にクルーナーのジョニー・ドレッリにより演奏されている。
- シンガーズ・アンリミテッドによるカバーはスラム・ヴィレッジ（英語版）の曲『Players』のためにプロデューサーのJ・ディラがサンプリングをした。
- 1996年に松本ともこがシングル「CHEER FOR YOU 〜君を信じてる〜」のカップリング曲として日本語でカバーした。
- 来生たかお ライブでカバー。[2]また、日本テレビ製作の音楽番組「FAN」（1995年6月23日放送・第11回）では、オサリバンとのコラボレーションを果たした。